# Vysokodenzitní lipoprotein
Vysokodenzitní lipoprotein (z angl. HDL—high density lipoprotein) je jedním z pěti druhů lipoproteinů umožňujících transport tuků a v nich rozpustných látek v krvi. HDL částice má podobu disku nebo koule (o poloměru mezi 8 a 12 nanometry v závislosti na svém subtypu), jejíž obal tvoří vrstva fosfolipidů s bílkovinami (apolipoproteiny), uvnitř částice jsou pak transportovány lipofilní látky. HDL slouží především k vychytávání a zpětnému transportu cholesterolu z tkání do jater, kde pak může být dále metabolizován.
Koncentrace HDL u zdravého člověka by se měla pohybovat nad 1,0 mmol/l u mužů a nad 1,2 mmol/l u žen.
Vyšší koncentrace HDL částic v krvi je považována za pozitivní faktor v prevenci kardiovaskulárních onemocnění, především aterosklerózy, a proto je HDL v populární literatuře nazýván „hodným cholesterolem“. Ovšem o jeho prospěšnosti se i pochybuje. Velké koncentrace mohou souviset s demencí. Ke zvýšení hodnot přirozenou cestou dochází pravidelným pohybem a vhodnou stravou.
Existuje ale více typů HDL, z nichž některé například zhoršují záněty, takže je důležitá i kvalita HDL.